# Романовский, Даниэль
Даниэль Романовский (лит. Daniel Romanovskij; 19 июня 1996, Вильнюс) — литовский футболист, полузащитник клуба «Паневежис» и сборной Литвы.

## Клубная карьера
Взрослую карьеру начал в 2012 году в фарм-клубе «Жальгириса». За основной состав команды дебютировал 9 ноября 2014 года в матче 34 тура чемпионата Литвы против «Дайнавы», выйдя на замену на 65-й минуте. В конце 2016 — начале 2017 года выступал в аренде за другие клубы Высшей лиги «Утенис» и «Стумбрас». Летом 2018 года подписал контракт с сербским клубом «Земун».
В январе 2020 года подписал контракт с донецким «Олимпиком».

## Карьера в сборной
Выступал за сборную Литвы во всех возрастных категориях, начиная с команды до 17 лет. 24 марта 2018 года дебютировал за основную сборную в товарищеском матче со сборной Грузии, в котором вышел на замену на 81-й минуте вместо Фёдора Черных.